# Luis Martí
Luis Martí Espluga (Ejea de los Caballeros. Zaragoza, 21 de abril de 1936) es un economista español que integra al Cuerpo Superior de Técnicos Comerciales del Estado y Economistas del Estado. Inicia su carrera en la Administración General del Estado, sucesivamente en los Ministerios de Comercio, Industria y Energía y Economía. Ha ocupado diferentes puestos de director ejecutivo en organismos internacionales, tales como El Fondo Monetario Internacional y el Banco Mundial, ambas sedes en Washington D. C., así como presidente de importantes empresas públicas españolas de Comercio Exterior.

## Biografía

### Estudios
Martí se licenció en Derecho por la Universidad de Deusto de Bilbao y posteriormente se trasladó a Madrid para estudiar y licenciarse en Ciencias Económicas en la Universidad Complutense, Madrid.

### Desarrollo profesional
Fue profesor de la Facultad de Ciencias Políticas y Económicas en Madrid. Hizo las oposiciones de Técnico Comercial del Estado y Economistas del Estado obteniendo la plaza en el año 1961. Trabajó en el Ministerio de Comercio y fue nombrado en el año 1969 Director adjunto del Instituto Español de Moneda Extranjera, IEME, trabajo que desempeñó hasta el año 1973. Desde este año 1973 hasta el año 1982, casi una década, desempeñó el puesto de Director de Información de la Compañía Española de Seguros de Crédito a la Exportación con funciones centradas en la valoración y análisis del riesgo comercial en las operaciones propuestas al seguro, CESCE. Entre los años 1982 a 1990 desempeñó el cargo de presidente ejecutivo y del Consejo de Administración de la Compañía, CESCE. En el año 1990 fue nombrado vicepresidente ejecutivo del Instituto Español de Comercio Exterior, agencia autónoma del gobierno español en apoyo de la exportación ICEX. En el año 1993 fue nombrado asesor del ministro de Economía de España, elaborando una propuesta par la liberalización del sector de telecomunicaciones. 
Durante estos años publicó varios artículos sobre economía, nuevos mercados y nuevas formas de internacionalización en la Revista de Economía del ICE,  como en el año 1975 en el número dedicado a La política económica española,  en el año 1976 "Treinta años de economía monetaria internacional." en la Revista de Economía Información Comercial Española, ICE, Universidad de La Rioja.

### Familia
Luis Martí está casado con la economista Pilar Álvarez Canal, Titulada del Servicio de Estudios del Banco de España. Tienen 3 hijos,  Luis, Economista del Estado, Covadonga, ginecóloga del Hospital Universitario de la Paz de Madrid y Sara, directiva en empresa privada.

## Organismos Internacionales
En los años 1994 al 2.000 fue Vicepresidente y miembro del Comité de Dirección del Banco Europeo de Inversiones en Luxemburgo con responsabilidad sobre operaciones en España, Portugal y América Latina. Al comienzo del siglo XXI, ocupó diversos puestos en organismos internacionales con sede en EE UU. En el año 2002 fue nombrado Director Ejecutivo en el Fondo Monetario Internacional con sede en Washington D. C., representando a España, Méjico, Venezuela y Países Centroamericanos. Dos años después le nominaron Director Ejecutivo del Banco Mundial, con sede en la misma ciudad americana, cumpliendo funciones supervisoras sobre la gestión de los recursos proporcionados por España, como país donante a disposición del Banco Mundial.